# Lebadea martha
Lebadea martha är en fjärilsart som beskrevs av Fabricius 1787. Lebadea martha ingår i släktet Lebadea och familjen praktfjärilar. Inga underarter finns listade i Catalogue of Life.